# 大雅台

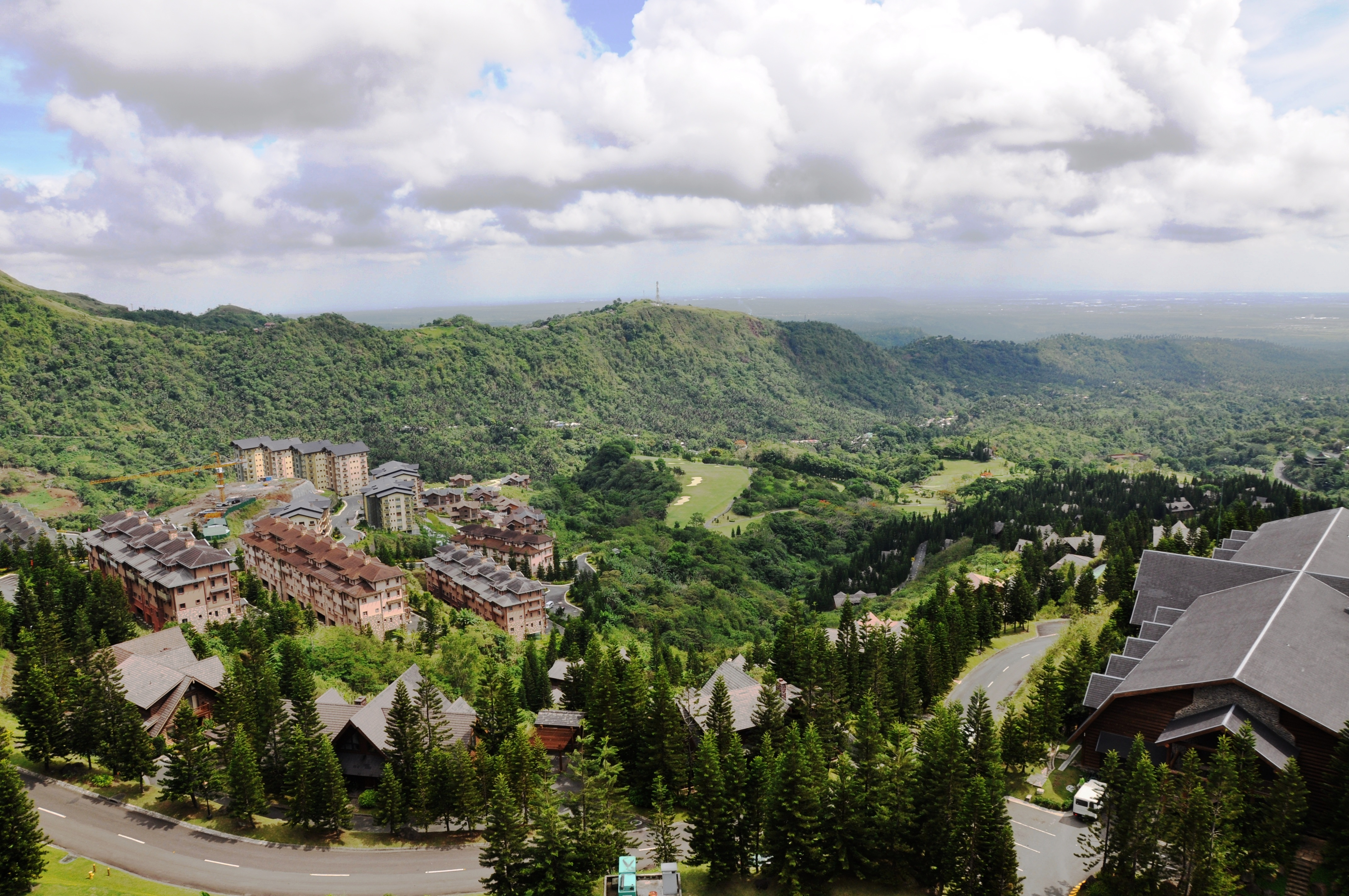
大雅台

大雅台是菲律賓甲米地省的一個城市，毗鄰塔阿爾湖以及塔阿爾火山。大雅台这个名字源于他加祿語 ，意思是“山脊”或“矮山”。 
1938年6月21日，大雅台設市。 1941年4月1日，大雅台面積擴大。  